# Kunstmuseum Albstadt

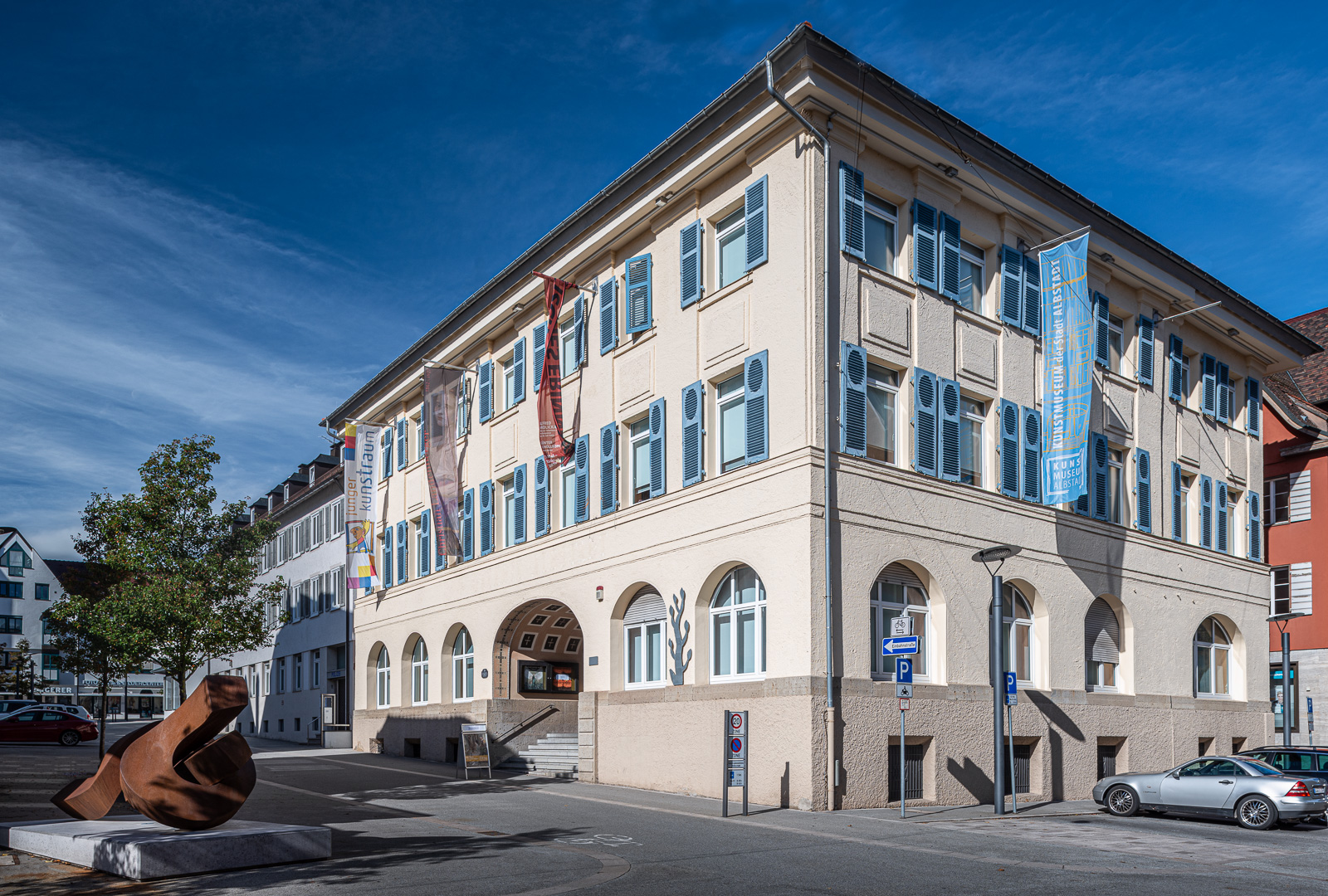
Kunstmuseum Albstadt (links die Skulptur „Entwicklung“ von Jörg Bach, Geschenk der Freunde Kunstmuseum Albstadt e. V.)

Das Kunstmuseum der Stadt Albstadt wurde mit der Stadtgründung 1975 als Städtische Galerie Albstadt eingerichtet. Es befindet sich im Zentrum von Ebingen neben dem Rathaus. Im Jahr 2011 wurde das zugehörige Kinder- und Familienmuseum junger kunstraum ins Leben gerufen. Die Umbenennung von „Galerie Albstadt – Städtische Kunstsammlungen“ zu „Kunstmuseum der Stadt Albstadt“ erfolgte im Jahr 2016. Den Kern des Bestandes bildet die Grafische Sammlung mit rund 25.000 Kunstwerken auf Papier, vornehmlich aus dem 20. und 21. Jahrhundert, dazu kommen über 500 Gemälde und mehrere plastische Arbeiten. Im Rahmen der Bildung und Vermittlung finden regelmäßig Führungen, Kunstgespräche, Vorträge und praktische Workshops statt. In Kursen für alle Altersgruppen werden u. a. druckgrafische Techniken vermittelt.

## Geschichte
1908/1909 von den Reutlinger Architekten Beck und Hornberger erbaut, wurde das Gebäude vom Evangelischen Verein als Gemeindehaus genutzt. Zwischenzeitlich diente das Haus als Kriegslazarett und auch als Wohnheim für Arbeiterinnen, die in großer Zahl in die aufstrebende Industriestadt strömten (wie auch das ehemalige Hospiz am Bürgerturmplatz). Nach dem Bau des modernen Gemeindehauses Spitalhof wurde das Gebäude 1974 an die Stadtverwaltung verkauft. Im Gründungsjahr der Stadt Albstadt 1975 begann der Museumsbetrieb als Städtische Galerie. 1986/1987 erweiterte man die Ausstellungsfläche durch den Ausbau des Dachgeschosses auf 1400 m². Von 2020 bis 2023 lief eine Baumaßnahme für den Brandschutz, in deren Zuge zahlreiche Erneuerungen am Gebäude vorgenommen wurden.
Wichtige Voraussetzungen für die Entstehung des Kunstmuseums Albstadt waren unter anderem die Existenz einer Sammlung von Gemälden des Ebinger Malers Christian Landenberger, der Aufbau einer privaten Sammlung grafischer Kunst durch Walther Groz seit Mitte der 1950er Jahre mit Unterstützung von Alfred Hagenlocher, die Gründung der Stadt Albstadt im Jahr 1975 und die Stiftung der Sammlung Walther Groz ab 1976. Die Gründung und sammlungsmäßige Erweiterung des Museums ist zu großen Teilen bürgerlichem Engagement zu verdanken.

### Direktorinnen und Direktoren
Als erster Direktor eröffnete der Grafikkenner und Ausstellungsmacher Alfred Hagenlocher das Haus als Spezialmuseum für die grafischen Künste am 23. November 1975 mit einer Ausstellung über den Hamburger Grafiker Horst Janssen. Nach dem Ausscheiden des Gründungsdirektors Hagenlocher 1981 folgten Georg Reinhardt (bis 1985), Edeltraut Brockmüller (komm., bis 1986), Adolf Smitmans (bis 1998), Jörg Becker (bis 2000), Clemens Ottnad (komm., bis 2001), Veronika Mertens (komm., bis 2002), Marina Sauer (bis 2014), Veronika Mertens (bis 2021). Seit Januar 2022 wird das Kunstmuseum von Kai Hohenfeld geleitet.

### Förderverein
Ein Förderverein, die Freunde Kunstmuseum Albstadt e. V., gegründet am 2. Dezember 1978 als Galerieverein, unterstützt die Bildung und Vermittlung sowie den Ausbau der Sammlung.

### Felix-Hollenberg-Preis

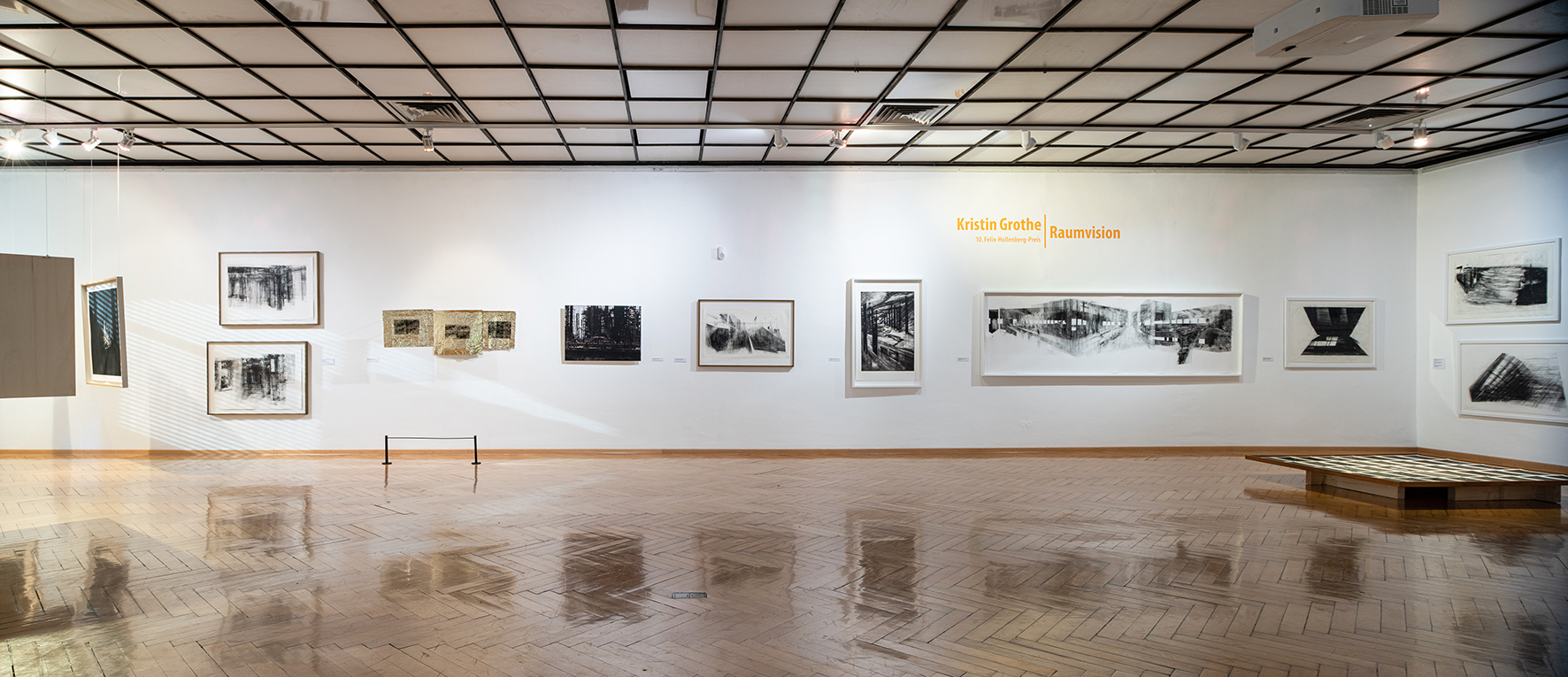
Blick in die Ausstellung „Kristin Grothe. Raumvision. 10. Felix-Hollenberg-Preis“ im Kunstmuseum Albstadt (Dezember 2022 bis Mai 2023)

Seit 1992 vergibt die Stadt Albstadt durch das Kunstmuseum den Felix-Hollenberg-Preis an Kunstschaffende, die sich auf dem Feld der zeitgenössischen Druckgrafik und insbesondere auf dem Gebiet der Radierung verdient machen. Der Preis ist nach dem Landschaftsradierer Felix Hollenberg (1868–1945) benannt, dessen umfangreiches Archiv im Kunstmuseum Albstadt bewahrt wird. Die Tochter des Künstlers, Erika Schad-Hollenberg, und ihr Mann haben 1991 durch eine Stiftung die Preisvergabe ins Leben gerufen.
Die bisherigen Preisträgerinnen und Preisträger sind Jürgen Palmtag (1992), Dietrich Klinge (1994), Thomas Ruppel (1997), Petra Kasten (1999), Hanns Schimansky (2001), Ulrich Brauchle (2004), Thomas Meier-Castel (2008), Saskia Schultz (2012), Kerstin Franke-Gneuß (2016) und Kristin Grothe (2022).

### junger kunstraum

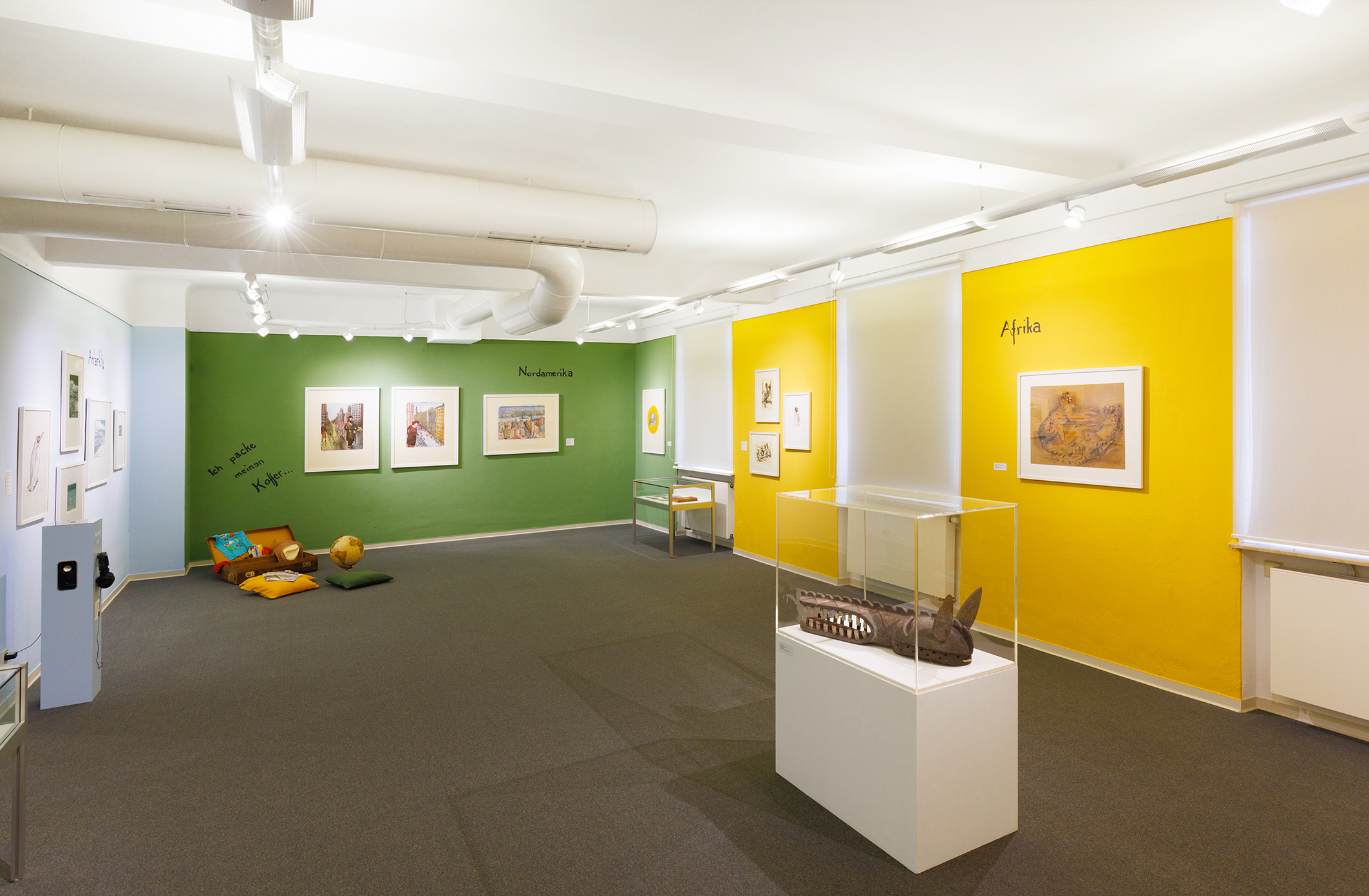
Ausstellung im jungen kunstraum „Eine Reise um die Welt“ (2023/24)

Im Jahr 2011 wurde der junge kunstraum ins Leben gerufen. Als Kinder- und Familienmuseum nimmt er im Kunstmuseum Albstadt zwei Ausstellungsräume und einen Atelierraum mit dem Namen mini-mal ein. Der Schwerpunkt liegt auf der Bildung und Vermittlung für Menschen jeden Alters, insbesondere für Kinder. Die ausgestellten Werke sind alles Originale.
Bisherige Ausstellungen im jungen kunstraum: „Otto Dix und die Kinder“ (2011/12), „Typisch Junge? Typisch Mädchen?“ (2012/13), „Farbenzauberer“ (2013/14), „Gegenwelten Gegensätze“ (2014/15), „SECOND LIFE. Unsterblich als Kunstwerk“ (2015/16), „Spielzeug I Spielraum“ (2016/17), „märchenhaft!“ (2017/18), „OTTO mit und ohne Farbe. Otto Dix, der Pinsel und der Zeichenstift“ (2018/19), „ELEMENTAR! Feuer Wasser Erde Luft“ (2019/21), „Familienbande: Otto Dix – Generationen“ (2021/22), „Mit allen Sinnen – Wie nehmen wir unsere Welt wahr?“ (2022/23), „Eine Reise um die Welt“ (2023/24), „Manege Frei!“ (2024/25).

## Sammlung
Das Kunstmuseum Albstadt sammelt und präsentiert vor allem moderne und zeitgenössische Kunst. Den Kernbestand bildet die Grafische Sammlung mit rund 25.000 Kunstwerken auf Papier. Ein besonderes Augenmerk gilt der Kunst der Radierung. Über 500 Gemälde und mehrere Plastiken gehören ebenfalls zur Sammlung.

### Stiftung Sammlung Walther Groz
Ab 1976 stiftete der Ebinger Industrielle, Politiker und Kunstförderer Walther Groz (1903–2000) sukzessive seine noch im Wachsen begriffene Sammlung an das Museum. Die Stiftung Sammlung Walther Groz umfasst rund 5000 Werke, insbesondere Kunstwerke auf Papier aus der ersten Hälfte des 20. Jahrhunderts seit dem Expressionismus.

### Sammlung Gerhard und Brigitte Hartmann

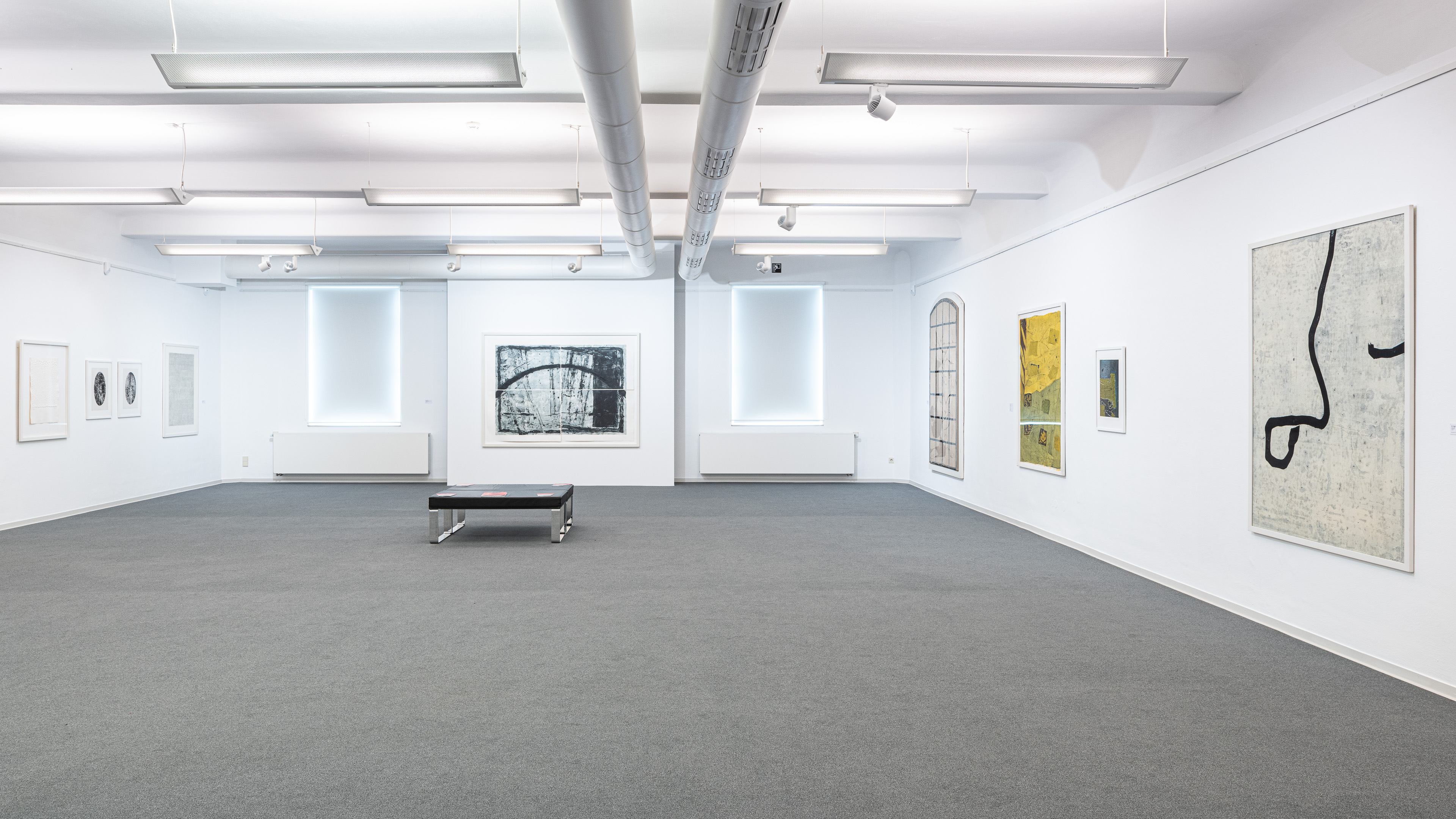
Ausstellung „Big Bang – Ein Universum moderner Druckgrafik. Die Sammlung Gerhard und Brigitte Hartmann“ (2022)

Die Sammlung von Gerhard Hartmann (* 1932) und seiner Frau Brigitte Hartmann (* 1936) wurde dem Museum 1994 als Dauerleihgabe anvertraut, seitdem kontinuierlich erweitert und schließlich 2014 der Stadt Albstadt geschenkt. Mit etwa 4500 Werken auf Papier ist diese Sammlung Gerhard und Brigitte Hartmann ebenso ein Grundpfeiler des Bestandes wie die Stiftung Sammlung Walther Groz. Die Kollektion entstand aus dem Anspruch heraus, im Medium der Druckgrafik das internationale Kunstgeschehen in der zweiten Hälfte des 20. Jahrhunderts auf möglichst universelle Weise abzubilden. Die zahlreichen Unikate, Zustandsdrucke und Großformate machen die Sammlung, deren stilistische Positionen ebenso den Realismus wie das Informel abdecken, einzigartig. Teil des Bestandes ist die Sammlung Brigitte Hartmann als Spezialkollektion moderner Tierdarstellungen.

### Weitere Stiftungen und Sammlungsschwerpunkte
Bedeutende Stiftungen haben die Sammlung des Kunstmuseums Albstadt geprägt, darunter beispielsweise die Sammlung Gerenot und Ingeborg Richter, die Schenkung Ruth und Dr. Karlheinz Brucker, die Schenkung EAG (von Ernst Adolf Groz) oder auch die Schenkung Karl Hurm, welche von den Freunden Kunstmuseum Albstadt e. V. initiiert wurde. Der genannte Förderverein hat zahlreiche Kunstwerke für das Museum erworben, darunter auch die Stahlplastik „Entwicklung“ von Jörg Bach (* 1964), welche vor dem Gebäude platziert ist. Die Künstlerin Brigitte Wagner (* 1940), welche sich der Landschaft in Radierung und Zeichnung verschrieben hat, ist mit über 550 Arbeiten in der Sammlung vertreten. Ein Alleinstellungsmerkmal der Albstädter Bestände ist die starke Präsenz von Dresdner Kunst.

### Otto Dix
Einen Höhepunkt der Sammlung bilden die mehr als 410 Werke von Otto Dix (1891–1969) auf Papier in allen Formaten und Techniken sowie aus allen Schaffensphasen des Künstlers. Größtenteils gelangten die Werke über der Stiftung Sammlung Walther Groz in den Bestand. Im Jubiläumsjahr 2025, wenn das Kunstmuseum Albstadt 50 Jahre alt wird, präsentiert das Haus die gesamte Kollektion in der Schau „Otto Dix – Alpha Omega. Der komplette Bestand“. Im Rahmen dieser Schau wird auch die Vorgeschichte und Entstehung des Kunstmuseums Albstadt aufgearbeitet.

### Christian Landenberger

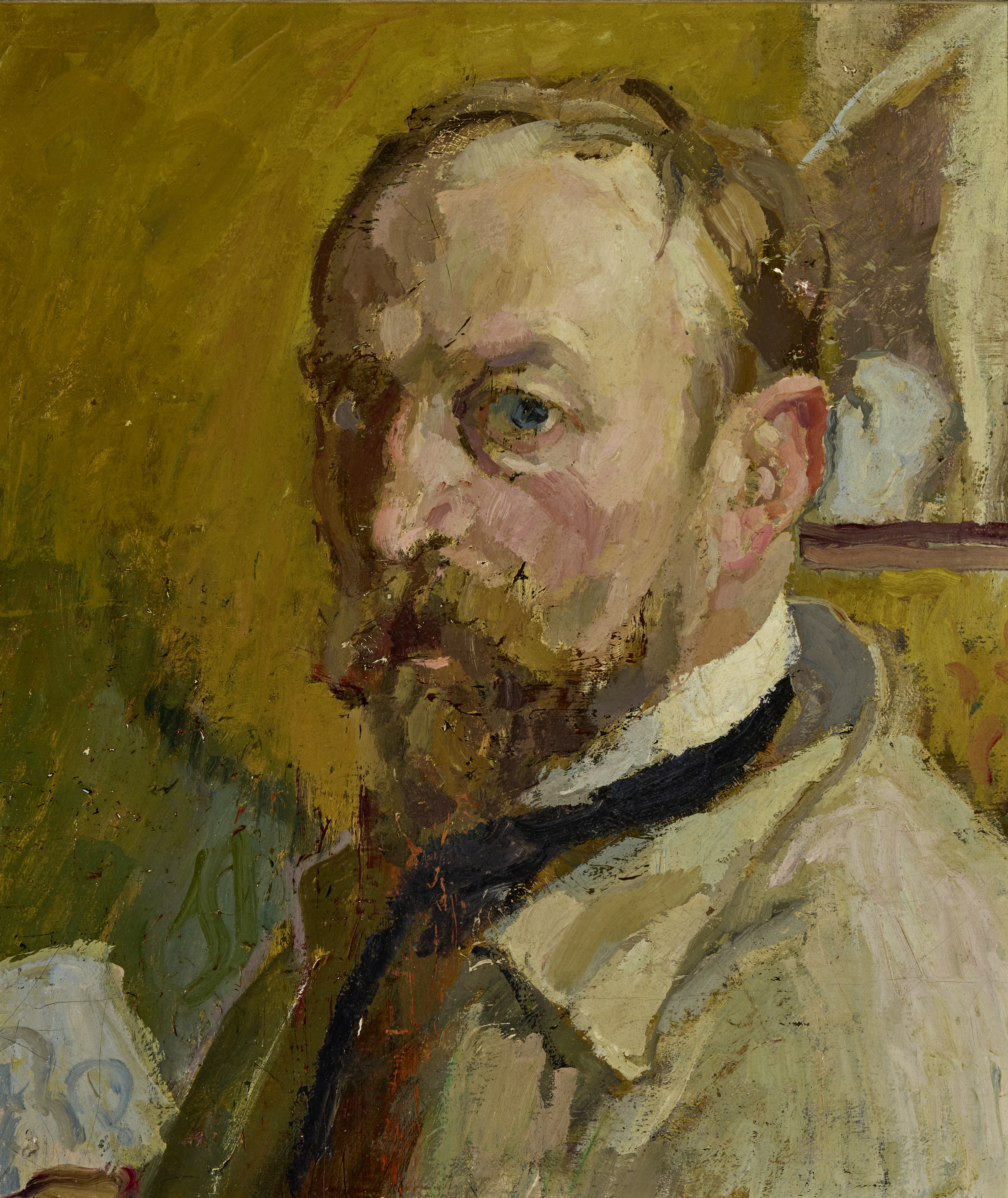
Christian Landenberger, Selbstbildnis, um 1910/12, Geschenk der Freunde Kunstmuseum Albstadt e. V.

Der Maler Christian Landenberger (1862–1927) gilt als wichtiger Vertreter der südwestdeutschen Freilichtmalerei und des Impressionismus. Er stammt aus der Stadt Ebingen, die heute zu Albstadt gehört, und wirkte als Professor an der Kunstakademie Stuttgart. Das Museum sammelt, erforscht und präsentiert sein Werk als Maler, Zeichner und Radierer. Mit über 90 Gemälden, rund 200 Zeichnungen und mehr als 160 Blatt Druckgrafik beherbergt das Museum den größten Bestand an Werken des Künstlers, noch vor dem Kunstmuseum Stuttgart.

### Felix Hollenberg

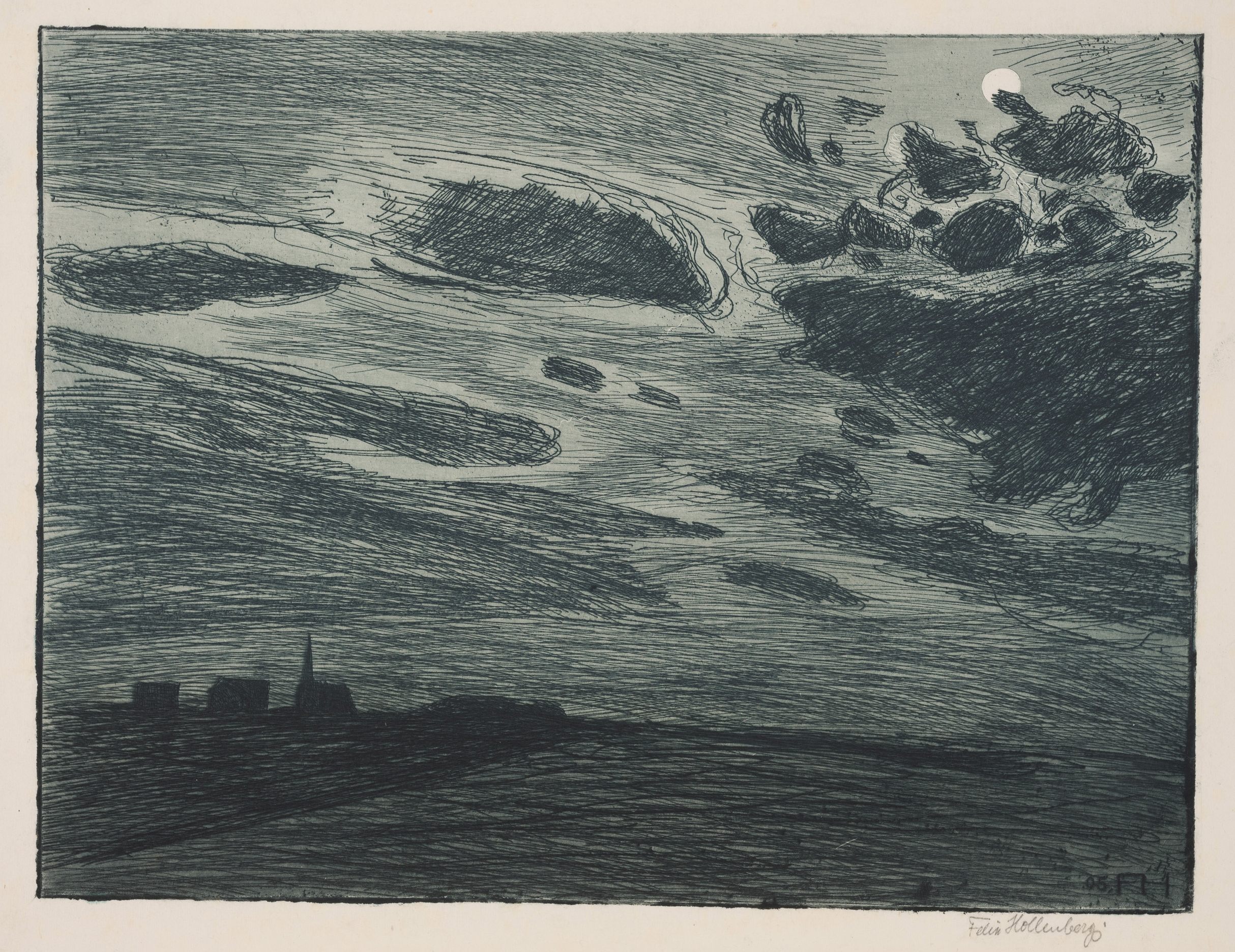
Felix Hollenberg, Mondnacht, 1905, Ätzradierung, Felix Hollenberg-Archiv

Das Museum bewahrt und erforscht das Werk des Landschaftsradierers Felix Hollenberg (1868–1945), der als Pionier der Originalradierung gilt. In der Sammlung befinden sich über 1000 Arbeiten des Künstlers, darunter viele Zustandsdrucke und über 50 Druckplatten. Der größte Teil dieser Werke wurde 1988 mit dem Felix-Hollenberg-Archiv von Erika Schad-Hollenberg an das Museum übergeben.

### Landschaftsbild der Schwäbischen Alb
Ein gattungsübergreifender Sammlungsschwerpunkt ist das Landschaftsbild der Schwäbischen Alb. Zu diesem einzigartigen Bestand zählen beispielsweise Kupferstiche von Matthäus Merian (1593–1650), Gemälde aus der Klassischen Moderne von Erich Heckel (1883–1970) oder Paul Kleinschmidt (1883–1949) sowie zeitgenössische Positionen.